# Reprezentacja Czechosłowacji w piłce siatkowej mężczyzn
Reprezentacja Czechosłowacji w piłce siatkowej mężczyzn – poprzednik reprezentacji Czech.

## Sukcesy
Igrzyska Olimpijskie:
- 1964 –  2. miejsce
- 1968 –  3. miejsce

Mistrzostwa świata:
- 1949 –  2. miejsce
- 1952 –  2. miejsce
- 1956 –  1. miejsce
- 1960 –  2. miejsce
- 1962 –  2. miejsce
- 1966 –  1. miejsce

Mistrzostwa Europy:
- 1948 –  1. miejsce
- 1950 –  2. miejsce
- 1955 –  1. miejsce
- 1958 –  1. miejsce
- 1967 –  2. miejsce
- 1971 –  2. miejsce
- 1985 –  2. miejsce

Puchar Świata:
- 1965 –  3. miejsce
- 1985 –  3. miejsce